# Marina Krošinová
Marina Krošinová  (18. dubna 1953 Alma-Ata – 4. července 2000 Kyjev) byla sovětská profesionální tenistka, která závodně hrála v letech 1972–1989. Ve své kariéře na okruhu WTA vyhrála tři turnaje ve čtyřhře, vždy společně s krajankou Olgou Morozovovou.
Roku 1970 si zahrála finále juniorky dvouhry ve Wimbledonu a v roce 1971 ji vyhrála. Následující sezónu 1972 zvítězila na amatérském mistrovství Evropy v singlu, což zopakovala roku 1977.
V letech 1973–1975 a 1979 se stala mistryní Sovětského svazu v ženské dvouhře. V 70. letech byla na konci roku čtyřikrát klasifikována jako sovětská jednička.
4. července 2000 spáchala sebevraždu skokem z okna svého bytu v osmém patře v Kyjevě. Je pohřbena na Bajkovově hřbitově.

## Finálové účasti na turnajích WTA

### Dvouhra (1)

#### Finalistka (1)
| Č. | Datum          | Turnaj                                  | Povrch | Vítězka         | Výsledek      |
| -- | -------------- | --------------------------------------- | ------ | --------------- | ------------- |
| 1. | 21. srpna 1972 | Eastern Grass Court Champ’s Orange, USA | tráva  | Olga Morozovová | 6-2, 6-7, 7-5 |

### Čtyřhra (3)

#### Vítězka (3)
| Č. | Datum           | Turnaj                                  | Povrch      | Spoluhráčka     | Finalistky                                | Výsledek      |
| 1. | 21. srpna 1972  | Eastern Grass Court Champ Orange, USA   | tráva       | Olga Morozovová | Carole Caldwellová Patti Hoganová         | 6-7, 6-2, 6-2 |
| 2. | 12. března 1973 | US Indoors, Boston                      | koberec (h) | Olga Morozovová | Evonne Goolagongová Janet Youngová        | 6-2, 6-4      |
| 3. | 11. června 1973 | Green Shield Kent Champ’s Beckenham, UK |             | Olga Morozovová | Jackie Fayterová-Houghová Peggy Michelová | 8-6, 6-3      |